# Hikaru – Kì thủ cờ vây
Hikaru no Go (ヒカルの碁 n.đ. '"Cờ vây của Hikaru"') là loạt manga, một câu chuyện ở lứa tuổi thiếu niên dựa theo Cờ vây viết bởi Hotta Yumi và minh họa bởi Obata Takeshi với bản anime chuyển thể. Bộ truyện được cố vấn chuyên môn bởi kỳ thủ cờ vây chuyên nghiệp Umezawa Yukari (lục đẳng). Bộ truyện đã góp công lớn vào việc phổ biến cờ vây tới giới trẻ Nhật Bản từ khi được xuất bản, và một vài nơi khác như Trung Quốc, Hàn Quốc và Đài Loan. Gần đây đây nhất là sự phổ biến rộng rãi của cờ vây tại Hoa Kỳ. Tựa truyện đôi lúc còn được viết tắt là "HnG".
Xuất hiện lần đầu trong Weekly Shōnen Jump của Shueisha vào năm 1998, Hikaru no Go sớm đạt được thành công to lớn, khơi dậy làn sóng đam mê cờ vây chưa từng có trước đó; bộ truyện nhận Giải thưởng Shogakukan vào năm 2000 và đồng thời các tác giả còn nhận Giải thưởng Văn hóa Osamu Tezuka năm 2003 cho tác phẩm. 23 tập manga đã được xuất bản tại Nhật, bao gồm 189 chương và 11 "omake" (phụ chương). Bộ anime, sản xuất bởi Studio Pierrot, đã công chiếu tổng cộng 75 giờ 30 phút tập phim từ 2001 đến 2003 trên TV Tokyo, cùng với tập phim đặc biệt New Year's Special dài 77 phút công chiếu vào tháng 1 năm 2004.
Tháng 1 năm 2004, bộ truyện ra mắt bản tiếng Anh tại Mĩ trong tạp chí Shonen Jump xuất bản bởi VIZ, hiện tại là VIZ Media. Năm 2005, VIZ Media đã đăng ký bản quyền anime. DVD tập 1 Hikaru no Go phát hành ngày 27 tháng 10 năm 2005. DVD Hikaru no Go "Sneak Preview" (tập đầu) phát hành trong số 1 năm 2006 của Shonen Jump (Kì 1, tập 4) cho những người đã đăng ký trước. Hikaru no Go được chiếu trên kênh ImaginAsian TV tại Mĩ. Bộ phim còn được giới thiệu trên dịch vụ truyền hình trực tuyến Toonami Jetstream vào ngày 14 tháng 7 năm 2006. Vào số tháng 4 năm 2008 của Shonen Jump, bộ truyện được thông báo đó là chương cuối cùng được đăng trong tạp chí Shonen Jump. Đến tháng 5 năm 2011, 23 tập tiểu thuyết đồ họa được phát hành chính thức tại Mĩ.
Tại Việt Nam, nhà xuất bản Kim Đồng đã mua bản quyền và phát hành bộ truyện dưới tên Hikaru – Kì thủ cờ vây

## Tóm tắt
Câu chuyện bắt đầu khi cậu bé Shindou Hikaru lục lọi căn gác xép của ông nội để tìm xem có gì có thể bán lấy tiền được và bắt gặp một chiếc bàn cờ vây cổ, không ai nhìn thấy vết máu trên bàn cờ ngoài cậu. Kỳ thực, đó là bàn cờ bị ám bởi hồn ma của Fujiwara no Sai, một kỳ thủ cờ vây đến từ thời đại Heian, vốn là người dạy cờ vây cho nhà vua nhưng do bị ganh ghét hãm hại nên đã bị đuổi khỏi thành. Uất ức, Sai trầm mình xuống sông tự vẫn, nhưng do vẫn còn nặng lòng với cờ vây, Sai đã nhập vào bàn cờ để đợi 1 người có thể thấy mình, và giúp mình chơi cờ. Hikaru là người thứ hai nhìn thấy và nghe được Sai (trước đó là bản nhân phường Shusaku).
Sai còn rất nặng lòng với cờ vây, anh cố thuyết phục Hikaru chơi cờ, nhưng Hikaru cho đó là "trò giải trí của các ông già" nên không chịu. Sai rất buồn, và cảm xúc của anh khiến Hikaru choáng váng buồn nôn, vì thế Hikaru đành đưa Sai đến một hội quán cờ vây. Tại đây, Hikaru đấu với cậu bé duy nhất trong hội quán lúc đó mà không biết đó là Touya Akira, một thần đồng cờ vây, bằng cách đặt cờ vào các điểm Sai chọn. Ban đầu, Sai chỉ dùng "ván cờ hướng dẫn" (dẫn dắt đối phương nhìn ra đặt cờ vào vị trí tối ưu) để thắng Akira chỉ 2 mục (chưa cộng 5.5 điểm lợi thế cho Akira). Nhưng trong ván đấu thứ hai, sự nghiêm túc của Akira khiến Sai phải chơi "thực sự". Kết cục là Akira bị đánh bại hoàn toàn trong quãng thời gian còn ngắn hơn rất nhiều so với trận trước đó. Cậu đã thực sự bị sốc vì thất bại này trước Hikaru, từ đó Akira liên tục theo đuổi Hikaru. Akira thậm chí còn vì muốn đấu với Hikaru trong giải trung học mà tham gia vào câu lạc bộ cờ vây ở trường, nơi mà các đấu thủ có trình độ thấp hơn cậu nhiều và vì thế cậu phải chịu nhiều ghen tức và chèn ép. Khi Hikaru và Akira gặp nhau tại giải học sinh, Hikaru vì muốn đấu với Akira bằng sức của chính mình nên không chịu đánh theo chỉ dẫn của Sai. Cậu đã để lộ ra sức cờ quá yếu của mình lúc đó, khiến Akira rất tức giận và còn hét lên "Cậu đừng có đùa nữa!". Sau đó, cho rằng lâu nay mình đã kỳ vọng quá cao ở Hikaru trong khi Hikaru không có thực lực, Akira rất thất vọng nên đã từ bỏ việc theo đuổi Hikaru. Năm đó Akira thi lên chuyên nghiệp và chính thức trở thành một kì thủ chuyên nghiệp của Viện cờ Nhật Bản ở độ tuổi 13.
Về Sai, kể từ khi Hikaru có hứng thú với cờ vây, anh không mấy khi được đấu trực tiếp nữa bởi vì Hikaru nghĩ rằng nếu để mọi người nhận ra sức cờ quá mạnh của Sai bên trong cậu thì cậu sẽ gặp rắc rối. Thay vào đó, Hikaru nghĩ ra trò cho Sai đấu cờ trên mạng, như vậy Sai có thể chơi cờ mà không để lộ danh tính thật sự và Hikaru sẽ không gây chú ý. Nickname 'sai' với trình độ của một "Bản nhân phường Shusaku học đấu pháp hiện đại" (lời Waya) nhanh chóng thu hút sự chú ý. Giới cờ vây nghiệp dư Nhật Bản và quốc tế xôn xao với câu hỏi: "'sai' là ai?".
Phần Hikaru, sau khi nghe Akira nói "Tôi sẽ không bao giờ xuất hiện trước mặt cậu nữa" sau giải học sinh thì đã nói rằng "Nếu cậu chỉ đuổi theo cái bóng của tớ (chỉ Sai) thì có ngày con người thật của tớ sẽ đuổi kịp cậu". Từ đó, Hikaru dồn sức đuổi theo Akira trên con đường cờ vây để Akira phải nhìn cậu như một đối thủ thực sự và xứng tầm. Cậu đăng ký thi tuyển làm viện sinh của Viện cờ Nhật Bản nhờ sự giới thiệu của giáo sư Ogata Cửu đẳng, rồi sau đó vượt qua kỳ thi chuyên nghiệp sau Akira 1 năm. Qua Ogata, Akira biết được Hikaru đang cố gắng đuổi theo mình, còn Hikaru cũng biết Akira thực ra vẫn chú ý theo dõi cậu qua trận đấu giữa Vương tọa Zama và Akira, cùng việc Akira dạy kèm cờ vây cho Ochi để dùng Ochi nắm bắt thực lực của Hikaru trong ván đấu cuối của Hikaru ở kì thi lên chuyên nghiệp. Trận đấu đầu tiên của Shindou Hikaru sơ đẳng là trận gặp Touya Akira nhị đẳng, hai người đã có cơ giáp mặt nhau trong một trận đấu nghiêm túc đầu tiên.
Thế nhưng ngay vào ngày thi đấu, Kì nhân Touya, cha của Akira đột quỵ do căng thẳng quá độ và phải nhập viện, khiến Akira phải bỏ trận đấu với Hikaru. Khi đến thăm Kì nhân Touya ở bệnh viện, Hikaru được biết Kì nhân Touya đã học chơi cờ trên mạng để giải khuây trong thời gian nằm viện. Cậu đã thuyết phục Kì nhân đấu với Sai trên mạng. Ván đấu giữa Kì nhân Touya và 'sai' là ván đấu đỉnh cao thu hút rất nhiều sự chú ý. Kết cục Sai đã thắng, Kì nhân Touya quyết định nghỉ hưu sau ván đấu này theo đúng lời hứa để chứng tỏ sự nghiêm túc của mình lúc đầu, cho dù Hikaru đã cố thuyết phục ông đừng làm thế. Trận đấu này còn mang ý nghĩa bước ngoặt trong cốt truyện Hikaru no Go bởi vì sau ván đấu Hikaru đã chỉ ra được sai lầm dẫn đến thất bại của Kì nhân Touya, đồng thời đưa ra được cách giải quyết nó, khiến Sai nhận ra Hikaru đã trưởng thành. Sai nhận ra rằng anh sắp phải biến mất mãi mãi. Anh muốn được dùng thời gian còn lại đấu càng nhiều càng tốt, nhưng Hikaru không hiểu nên cho rằng Sai đang ích kỷ.
Cuối cùng, Sai thực sự biến mất khi đang chơi dở một ván cờ với Hikaru vào sáng ngày Tết con trai 5-5. Hikaru vì việc này mà vô cùng chấn động. Cậu nghĩ rằng vì cậu không cho Sai chơi cờ nên Sai đã biến mất, do đó cậu quyết định ngừng chơi cờ vây và liên tục bỏ đấu ở Viện cờ. Cậu không chịu nghe theo ai, ngay cả Akira vì nghĩ rằng nếu chơi cờ Sai sẽ không bao giờ quay lại.
Chính lúc này, Isumi, một người bạn là Viện sinh của Hikaru quay về từ Trung Quốc. Isumi đã thuyết phục Hikaru chơi một ván cờ để giúp Isumi cởi bỏ mặc cảm trước đây. Hikaru miễn cưỡng nghe theo, và chính nhờ ván cờ này Hikaru đã nhận ra rằng Sai vẫn luôn ở bên cậu. Sai ở bên trong chính cờ vây của cậu, vì thế cách duy nhất được gặp Sai đó là tiếp tục chơi cờ. Hikaru đã khóc và quyết định trở lại với giới chuyên nghiệp. Cậu lập tức đến Viện cờ nói với Akira điều này, và Akira đã đáp lại: "Vậy thì hãy đuổi theo ta đi". Hikaru đã quay lại với một tinh thần nghiêm túc hơn hẳn, cộng với sức cờ rất mạnh khiến nhiều người phải kình nể. Không lâu sau, Akira và Hikaru đã có trận đấu thực sự đầu tiên. Nhờ ván đấu này, Akira và Hikaru đã nhận ra rằng họ chính là đối thủ định mệnh của nhau. Sau đó hai người thường xuyên đấu cờ tại hội quán của nhà Touya và thường xuyên cãi vã rất trẻ con. Hikaru muốn chứng tỏ mình có thực lực không kém gì Akira, nên quyết tham gia giải Bắc Đẩu tinh dành cho các kì thủ dưới 18 tuổi 3 nước Nhật, Hàn, Trung. Sau vòng loại, đội tuyển Nhật Bản đã được xác định gồm 3 người: Touya Akira, Shindou Hikaru và một kì thủ từ Viện cờ Kansai là Yashiro Kiyoharu.
Hikaru đã nghe được rằng Ko Yongha, kì thủ 16 tuổi của Hàn Quốc cũng tham gia cúp Bắc Đẩu tinh đã có lời xúc phạm đến Bản nhân phường Shusaku, cũng tức là xúc phạm Sai, vì thế cậu rất tức giận. Kì thực đây là một sự hiểu lầm do vấn đề phiên dịch khi phỏng vấn với Yongha của Tạp chí cờ vây, nhưng dẫu sao vì thế Hikaru đã quyết tâm hơn bao giờ hết được đánh bại Ko Yongha. Tuy vậy, trong ván đấu với Yongha, Hikaru đã thua. Hikaru rất thất vọng về việc này, đến mức đã bật khóc sau ván đấu. Akira đã an ủi Hikaru và nói, Đi thôi Shindou. Đây không phải là kết thúc. Chẳng có kết thúc nào cả." Đó cũng là kết thúc phần chính của Hikaru no Go.

### Nước đi thần thánh
Trong truyện có nhắc tới khái niệm Nước đi thần thánh (Kami no Itte) có thể hiểu là một nước đi có thể xoay chuyển cục diện của bàn cờ. Ở đầu truyện, Sai lý giải lý do mà anh chưa siêu thoát vì anh chưa đạt được Nước đi thần thánh. Trong truyện cũng không có ai có được nước đi này. Tuy nhiên trong trận đấu giữa Sai và Touya Kouyo, thì Hiraku nhìn được một nước đi có thể giúp cho Touya Kouyo chuyển bại thành thắng. Không lâu sau đó thì Sai chính thức được siêu thoát.

## Nhân vật

### Nhân vật chính
- Shindou Hikaru (進藤 ヒカル):

Nhân vật chính của bộ truyện, khi bắt đầu của truyện, Hikaru là một học sinh lớp sáu hiếu động, vô lo và khá ham chơi. Khi bị cắt tiền tiêu vặt, cậu lên gác xép nhà ông nội cùng cô bạn thân Fujisaki Akari với hy vọng tìm được thứ gì có giá trị để bán lấy tiền. Tình cờ, cậu thấy một chiếc bàn cờ vây cổ, nhưng chỉ mình cậu thấy được vết máu dính trên mặt bàn. Fujiwara no Sai hiện lên, khiến Hikaru bị ngất. Khi tỉnh dậy, cậu nhận ra mình đã bị ám bởi hồn ma của Sai, chỉ mình cậu có thể nghe và thấy được anh.
Sai có niềm yêu thích lớn với cờ vây. Khi anh đòi chơi cờ, ban đầu Hikaru không muốn vì cho đó là "trò giải trí của mấy ông già". Sai rất buồn, và cảm xúc của anh khiến Hikaru choáng váng buồn nôn liên tục. Cuối cùng cậu đành chấp nhận cho Sai chơi cờ.
Khi gặp Touya Akira tại hội quán cờ vây, cậu đã đòi chơi với Akira mà không chấp quân (vì hai người bằng tuổi) mà không biết Akira là một thần đồng về bộ môn này. Hai lần đánh bại Akira (do Sai chơi), cậu bị lôi cuốn bởi lòng nhiệt huyết của Akira. Tuy nhiên, tại giải đấu học sinh, khi đấu với Akira bằng sức cờ ở trình độ sơ cấp của mình, cậu thua đậm và khiến Akira rất thất vọng. Không muốn bị coi thường bởi Akira, Hikaru đã nghiêm túc theo đuổi cờ vây dưới sự chỉ dẫn của Sai. Sau nhiều cố gắng, cậu cuối cùng đã tiến gần đến Akira bằng việc lên chuyên nghiệp, đồng thời có trận đấu thực sự đầu tiên với Akira. Cả Hikaru và Akira đều nhận ra họ chính là đối thủ định mệnh của nhau. Bên cạnh đó, hai người cũng nhanh chóng trở nên thân thiết như những người bạn, dù thường xuyên cãi vã.
Hikaru mạnh lên rất nhanh. Cậu được rất nhiều cao thủ trong làng cờ vây chú ý, đó là nhờ tài năng thiên bẩm và sự dẫn dắt của Sai. Khi Sai biến mất, Hikaru có thời gian ngừng chơi cờ nhưng sau đó cậu đã trở lại, nghiêm túc theo đuổi cờ vây hơn bao giờ hết. Cậu rất yêu quý Sai, quyết tâm thay Sai đạt đến Nước đi thần thánh và rất dễ bị kích động khi có ai động đến Bản nhân phường Honinbou, thực ra là Sai.
Quá trình nâng cao sức cờ của Hikaru cũng là quá trình trưởng thành về con người của cậu. Nét vẽ chuyên nghiệp của Obata Takeshi cho thấy cậu thay đổi rõ về ngoại hình cũng như cách ăn mặc khi lớn lên, đồng thời về tính cách cũng trở nên chín chắn hơn nhiều. Obata thường vẽ Hikaru mặc áo in hình số 5, đây là một cách chơi chữ vì số 5 五 trong tiếng Nhật được phát âm là Go.
- Fujiwara no Sai (藤原佐為):

Là thủ cờ vây có tài năng thiên bẩm. Sai trong tiếng Nhật có nghĩa là bóng tối, trái ngược với Hikaru-ánh sáng, trong bản "Vua cờ" đã từng xuất bản tại Việt Nam, Sai được dịch là "Nguyên Vi". Anh là thầy dạy cờ cho Nhật hoàng thời Heian. Họ của Sai (Fujiwara) chứng tỏ anh có liên hệ với dòng họ Fujiwara, một dòng họ có quyền lực vô cùng lớn thời đại Heian. Một người dạy cờ khác của nhà vua đã thách đấu Sai để quyết định xem ai là người xứng đáng trở thành thầy của Nhật hoàng. Hắn đã gian lận và vu khống ngược lại Sai khi hắn phát hiện ra rằng trong hộp cờ đen của hắn có lẫn quân trắng của Sai, có thể là do khi rửa cờ người ta đã không chú ý, nên hắn đã tráo quân ấy vào số quân tù binh. Nhưng Sai phát hiện được và chỉ khi anh chuẩn bị lên tiếng nói với đức vua thì hắn lại đổ cho Sai, khiến cho anh thua ván cờ quyết định đó do không thể tập trung vì quá ấm ức. Sau đó Sai bị đuổi khỏi kinh thành vì tội gian lận. Đối với Sai thì tình yêu duy nhất trong cuộc đời chính là cờ vây, nên chỉ hai ngày sau anh đã trẫm mình tự vẫn. Linh hồn của Sai không được siêu thoát, đã quấn lấy một bàn cờ vây cho tới khoảng 800 năm sau, Sai gặp một cậu bé tên Torajirou, và bằng cách để Sai chơi cờ thông qua mình, Torajirou trở thành bản nhân phường (Honinbo) Shusaku. Tuy nhiên năm 34 tuổi, ông mất do bạo bệnh, và Sai phải chờ đợi 140 năm sau mới gặp được Hikaru. Sai rất hay đắm mình trong quá khứ: một bông tuyết, một chiếc lá cũng có thể gợi ra những năm tháng xưa kia của Sai. Tuy nhiên, Sai cũng rất trẻ con. Hikaru từng nói anh là "một ông thầy loăng quăng như con cún vậy".
Trong quá trình dẫn dắt Hikaru, Sai dần nhận ra ở Hikaru một năng khiếu hiếm thấy trong môn cờ vây. Anh tận tình chỉ bảo cho cậu, đối với cậu anh là một người thầy, người anh, người bạn thân, thậm chí như là cả bảo mẫu. Chính vì vậy, sự biến mất của anh ở nửa sau câu chuyện đã gây chấn động tâm lý mạnh với Hikaru. Sau đó, nhờ sự giúp đỡ của Isumi, Hikaru trở lại với con đường cờ vây. Cậu quyết thay Sai đạt được sở nguyện 1000 năm của anh là Nước đi thần thánh (Kami no Itte).
Từ khi Hikaru nghiêm túc với cờ vây, Sai ít khi được đấu cờ trực tiếp. Thay vào đó, anh thường xuyên đấu cờ trên mạng (vẫn nhờ Hikaru đặt cờ hộ) và nhanh chóng gây chấn động giới cờ vây online, được xem là kì thủ huyền thoại trên mạng. Bằng cách này, anh đã có trận đấu với Kì nhân Touya Kouyo. Đây là một trong những trận đấu quan trọng nhất trong Hikaru no Go, đánh dấu bước ngoặt của câu chuyện.
Trong khi Hikaru và Akira là đối thủ định mệnh của nhau, Sai dường như coi cha của Akira, Kì nhân Touya Kouyo là đối thủ mạnh nhất của mình. Thêm vào đó, trong một phần ngoại truyện của Hikaru no Go, một sự thật nhỏ về Sai đã được tiết lộ đó là anh rất sợ con cóc, nhất là con cóc cười.
- Touya Akira (塔矢 アキラ):

Một trong ba nhân vật chính của Hikaru no Go, Touya Akira là con trai của Danh nhân Touya Kouyo, cao thủ hàng đầu trong giới cờ vây chuyên nghiệp Nhật Bản, do đó cậu được tiếp xúc với cờ vây từ rất sớm. Ngoài việc là một tài năng cờ vây, Akira còn rất thông minh, cậu học ở Kaio, một trong những trường trung học hàng đầu Nhật Bản. Akira là một cậu bé rất điềm tĩnh và lịch sự, nhưng lại có cách đánh cờ rất quyết liệt, đánh đến cùng chứ ít khi chịu thua giữa chừng. Dương Hải, một ỳ thủ cờ vây người Trung Quốc từng nhận xét, "Akira thật lễ phép, nhìn vào kỳ phổ của cậu ta thì chẳng thể biết điều này."
Akira có một tình yêu lớn với cờ vây. Vào lúc bắt đầu truyện, khi cậu 12 tuổi, Akira đã thường xuyên chỉ bảo cờ vây cho những người lớn tuổi hơn nhiều, do đó còn được gọi là "thầy Akira" hoặc "tiểu giáo sư". Cậu bị thua Hikaru hai lần, trong khi Hikaru tự nhận mình chưa chơi cờ vây bao giờ, điều này khiến cậu rất sốc. Một điều Akira không biết, đó là thực ra hai ván đấu đó đều do Sai đánh, Hikaru chỉ là người đặt cờ. Sau đó, Akira liên tục theo đuổi Hikaru, thậm chí vì Hikaru mà tham gia vào câu lạc bộ cờ vây ở trường để có cơ hội giáp mặt Hikaru lần nữa trong giải học sinh. Tại giải này, Hikaru đã không nghe theo chỉ dẫn của Sai mà muốn tự mình đánh với Akira, do đó để Akira nhận ra sức cờ yếu kém của mình. Akira rất thất vọng, vì thế cậu quyết định ngay năm đó thi lên làm kỳ thủ chuyên nghiệp. Cậu nói với Hikaru rằng cậu sẽ không bao giờ gặp Hikaru nữa, khiến Hikaru rất tức giận và quyết định đuổi theo Akira trên con đường cờ vây để cho cậu thấy "con người thật sự" của mình chứ không phải Sai.
Trận đấu thực sự đầu tiên giữa Hikaru và cậu sau khi Hikaru lên chuyên nghiệp đã khiến cậu nhận ra cậu và Hikaru là hai đối thủ định mệnh của nhau. Sau đó, hai người thường xuyên chơi cờ tại hội quán của cha Akira và trở nên thân thiết. Vẻ ngoài Akira vẫn luôn là một cậu bé rất điềm tĩnh, chỉ khi ở bên Hikaru cậu mới để lộ rằng mình cũng rất trẻ con bằng "những cuộc cãi nhau của học sinh trung học" với Hikaru. Có thể nói Hikaru là người bạn thực sự đầu tiên của Akira. Akira cũng là người tiến gần nhất tới sự thật về Sai. Cậu cho rằng Sai tồn tại bên trong Hikaru, nhưng không thể giải thích được chuyện này một cách logic. Cậu đã nói điều này với Hikaru, và rằng "Chỉ mình tớ biết, vì tớ hiểu cậu nhất", do đó Hikaru đã hứa "một ngày nào đó" sẽ cho cậu biết sự thật.
Trên bàn cờ, Akira là một đối thủ cực kỳ đáng gờm. Dù Hikaru có thể ngang ngửa với cậu về thực lực, nhưng về bản lĩnh thi đấu Akira vẫn là số một trong số các kì thủ trẻ. Sai từng nói chính nhờ có Touya Akira tồn tại mà Hikaru nghiêm túc trên con đường cờ vây.
- Touya Kouyo (塔矢行):

Thường được gọi là Danh nhân (Meijin) Touya. Ông được xem là cao thủ cờ vây bậc nhất ở thời điểm hiện tại và là người tiến đến gần nhất với Nước cờ thần thánh. Trước khi nghỉ hưu ông là người giữ nhiều danh hiệu nhất trong làng cờ vây Nhật Bản như Danh nhân, Kì sinh (Kisei), Thập đẳng... Ông là người đã truyền cho Akira tình yêu cờ vây. Ông cũng có lòng tự trọng "cao ngất" và rất trọng lời hứa. Điều này được thể hiện bằng việc ông đã quyết định nghỉ hưu đúng như lời hứa với Hikaru và Sai sau khi đấu với Sai trên mạng. Sau đó, ông vẫn luôn chờ đợi được tái đấu với Sai.

### Cao thủ cờ vây Nhật Bản
- Ogata Seiji:

Là một trong những kỳ thủ chuyên nghiệp mạnh nhất giới cờ vây Nhật Bản. Ogata cửu đẳng (khi bắt đầu truyện) là môn đệ của Danh nhân Touya Kouyo từ trước cả khi Akira ra đời, do đó rất thân thiết với Akira. Nếu nói Sai là người giúp Hikaru theo đuổi Akira thì Ogata lại là người luôn hướng sự chú ý của Akira về Hikaru bằng cách thường xuyên nói cho Akira tình hình của Hikaru, cho dù Akira tỏ ra cậu không hứng thú (nhưng khi Akira tỏ ra hứng thú thì anh lại không nói gì). Ogata là người giành được danh hiệu Thập đẳng của Danh nhân Touya trước khi ông nghỉ hưu.
Ogata là người duy nhất Sai tâm sự cùng về Hikaru (cho dù anh không nghe thấy tiếng của Sai) ở giải Sư tử chiến, cũng là người cuối cùng mà Sai đấu một ván cờ hoàn chỉnh cuối cùng trước khi biến mất. Sau khi theo dõi trận đấu trên mạng giữa Sai và Danh nhân Touya, Ogata trở nên khao khát được đấu với Sai. Anh thậm chí còn có vài cử chỉ bạo lực với Hikaru để đòi chơi cung Sai cho dù Hikaru chối biến mối quan hệ với Sai.
Bề ngoài, Ogata thường mặc những bộ complet bóng bấy và đi một chiếc Mazda đỏ thời trang. Ogata rất thích cá cảnh. Trong phim hoạt hình thậm chí còn có cảnh Ogata nựng nịu lũ cá.
- Bản nhân phường Kuwabara:

Giáo sư Kuwabara là người giữ danh hiệu Bản nhân phường (Honinbo), một trong những danh hiệu cổ nhất và vì thế, đương nhiên cũng là một cao thủ. Không như Danh nhân Touya Kouyo, ông không chịu để cho các cao thủ khác có cơ hội giành được danh hiệu này, cho dù có nhiều lúc phải dùng đến một số mánh lới. Điều này, theo như ông giải thích đó là để chờ đón "làn sóng mới của làng cờ vây Nhật Bản".
Bản nhân phường Kuwabara cũng là một trong những người chú ý đến và đặt kỳ vọng vào Shindou Hikaru, thậm chí còn trước cả khi ông chú ý Touya Akira. Khi đi ngang qua Hikaru ở Viện cờ Nhật Bản, ông đã quay lại nhìn Hikaru do cảm thấy một luồng "khí" kỳ lạ từ cậu. Ông và Ogata Seiji thường móc máy lẫn nhau.
- Kurata Atsushi:

Là tài năng trẻ gây tiếng vang lớn trong làng cờ vây vài năm gần đây vì sự tiến bộ vượt bậc - lên chuyên nghiệp chỉ sau 2 năm học cờ. Một phần ngoại truyện cho biết trước khi trở thành kì thủ anh là sinh viên rất thông minh theo học ngành chứng khoán. Kurata cũng là một trong những người rất chú ý đến tài năng của Hikaru khi tình cờ gặp cậu tại một triển lãm cờ vây. Anh là trưởng đoàn Nhật Bản dẫn dắt các kì thủ trẻ tham dự cúp Bắc Đẩu tinh (Hotuko Cup) và là người tin tưởng giao cho Hikaru vị trí chủ tướng trong trận Nhật Bản gặp Hàn Quốc - điều làm tất cả mọi người theo dõi giải đấu rất ngỡ ngàng, thậm chí nhiều người còn rất bất bình vì thức lực hiện tại thì Akira vẫn nhỉnh hơn Hikaru. Kurata nhận ra tình cảm đặc biệt của Hikaru đối với Shukasu và gọi cậu là chuyên gia giám định bút tích Shukasu.
Kurata được miêu tả là một anh chàng béo tham ăn, tự tin đến mức "kiêu" và rất ưa nịnh. Anh luôn tỏ ra ganh ghét kì thủ Hàn Quốc Antetsu vì báo giới Hàn gọi anh là "Tae An của Nhật Bản". Theo Kurata, đáng lẽ phải gọi Tae An là "Kurata của Hàn Quốc" mới đúng.
- Morishita Shigeo:

Là thầy giáo của hội nghiên cứu cờ vây mà Waya giới thiệu cho Hikaru. Ông lên chuyên nghiệp cùng năm với Danh nhân Touya và từ đó đến giờ luôn ganh đua với Danh nhân. Ông luôn thúc ép các học trò của mình không được phép thua học trò của Touya. Morishita nhận xét Hikaru là người giỏi nhất trong số các học trò của ông. Trận đấu chính thức đầu tiên của Hikaru với thầy mình là tại vòng hai tranh danh hiệu Bản nhân phường diễn ra đồng thời với trận đấu chính thức đầu tiên của Akira với Ogata. Đó là cuộc đấu giữa những đối thủ đã quá quen thuộc nhưng ở một trận chính thức thì chưa bao giờ.
- Vương tọa Zama:

Là cao thủ cờ vây và là người đang giữ danh hiệu Vương tọa. Ông là người đấu với Akira tại trận Tân kì thủ. Trước trận đấu Vương tọa có nói là nhường Tân kì thủ thắng để tất cả cùng vui vẻ nhưng sự nghiêm túc và quyết liệt của Akira trong ván đấu đã ép ông không thể chơi nương tay.

### Viện sinh
- Waya Yoshikata:

Waya là một trong những người bạn đầu tiên của Hikaru ở Viện cờ. Sau này, Waya lên chuyên nghiệp cùng năm Hikaru và Ochi khi chỉ mới 15 tuổi. Waya rất chú ý đến Hikaru vì từng nghe Hikaru nói cậu muốn đánh bại Akira, một người Waya không ưa vì "hắn có tất cả". Waya từng chơi cờ với Sai trên mạng với nickname Zelda và là người duy nhất từng chat với Sai vài câu sau trận đấu. Từ đó Waya luôn để ý theo dõi Sai thi đấu. Cậu là người nhận ra Sai có thể là một đứa trẻ con vì thời gian Sai xuất hiện liên tục trên mạng là vào kì nghỉ hè và giọng điệu của Sai trong đoạn nói chuyện ngắn hôm ấy rất trẻ con. Waya cũng là người đưa ra nhận xét Sai giống như Shukasu học đấu pháp hiện đại. Sau này khi Hikaru nói hớ trước mặt Waya về đoạn chat ấy, cậu cho rằng Hikaru là môn đệ của Sai dù Hikaru đã chối bay biến.
Waya là một người bạn tốt, luôn khích lệ Hikaru. Cậu là người giới thiệu Hikaru vào hội nghiên cứu cờ vây của thầy Morishita và là người dẫn Hikaru đi tập luyện tại các hội quán cờ khi diễn ra kì thi lên chuyên nghiệp. Nhờ vậy Hikaru có thể khắc phục được điểm yếu của mình khi đấu cờ với nhiều hạng người khác nhau. Waya hơn Hikaru một tuổi và khá giống Hikaru ở tính hiếu động quậy phá.
- Isumi Shinichiro:

Isumi là một trong những viện sinh mạnh nhất, luôn đứng đầu viện cờ nhiều năm liên tiếp nhưng rất chật vật mới lên được chuyên nghiệp. Trong năm Hikaru lên chuyên nghiệp, vì bị phân tâm bởi những lời nói của Ochi, Isumi đã mắc sai lầm và để thua Hikaru. Anh rất thất vọng vì thi trượt, do đó lên đường sang Trung Quốc để đổi không khí. Tại đây, anh đã khắc phục được điểm yếu của mình là sự thiếu tự tin và dễ bị mất tập trung bởi người khác. Khi Isumi trở về cũng là lúc Hikaru đang bỏ thi đấu, anh đã giúp Hikaru quay trở lại với cờ vây. Năm đó, anh đậu kỳ thi chuyên nghiệp.
Isumi hơn Hikaru 4 tuổi, là một anh chàng hiền lành, trung thực và rất nghiêm túc. Anh cũng là bạn tốt của Hikaru và Waya. Tại trận Tân kì thủ, Bản nhân phường Kuwabara đã hỏi lại tên Isumi và nói rằng ông sẽ ghi nhớ cái tên này. Isumi là một trong ba kì thủ trẻ (sau Hikaru và Akira) được Bản nhân phường ghi nhận tên trong bộ truyện.
- Ochi Kosuke:

Ochi là một viện sinh hàng đầu, sinh ra trong một gia đình khá giả và thường nói "Touya Akira chẳng là cái gì cả". Thế nhưng khi thi lên chuyên nghiệp, cậu lại được ông thuê chính Touya Akira kèm cặp cho mình. Ban đầu, Ochi tỏ ra khá bất hợp tác, nhưng khi được Touya Akira cho biết rằng Hikaru là một đối thủ đáng gờm và được cho xem ván đấu mà Hikaru (thực ra là Sai) đánh bại Akira, cậu đã nghiêm túc luyện tập. Akira tận tình chỉ dạy cho Ochi bởi vì cậu muốn thông qua Ochi nắm bắt thực lực của Hikaru. Qua chuyện này, Ochi nhận ra Akira rất coi trọng và luôn dõi theo Hikaru, cậu tỏ ra khá ghen tức với Hikaru về chuyện này. Cậu nói dối với Hikaru rằng Akira chẳng nhắc gì về Hikaru, nhưng lại nói hớ khiến Hikaru nhận ra sự thật, từ đó mà Hikaru có động lực rất mạnh và thắng Ochi, lên thẳng chuyên nghiệp nhờ ván quyết định này. Ochi lên chuyên nghiệp cùng trong năm này với thành tích dẫn đầu, chỉ thua hai trận là với Isumi và Hikaru.
Ochi nhỏ tuổi hơn Hikaru nhưng hiện tại cũng đang là kì thủ trẻ hàng đầu với thành tích thi đấu chỉ sau Akira. Ochi có quyết tâm khẳng định mình rất cao. Ochi đã vượt qua Waya để trở thành người đại diện cho Nhật tham dự cúp Bắc Đẩu tinh. Nhưng sau khi chứng kiến ván đấu giữa Yashiro và Hikaru cũng như nghe được sự tiếc nuối của mọi người vì Yashiro không thể tham dự giải đấu, Ochi đã thẳng thắn xin ban tổ chức được đấu lại với Yashiro để chứng minh sức cờ của mình xứng đáng được chọn. Tiếc là cậu đã thua và Yashiro thế chân cậu tham dự đội tuyển Nhật Bản. Tuy nhiên tính thẳng thắn và quyết tâm của Ochi đã khiến Waya cũng như các kì thủ khác khâm phục vì chỉ có trẻ con mới giữ được nhiệt huyết trong sáng đó còn người lớn chỉ biết tính toán thiệt hơn.
- Fukui Yuta:

Thường được gọi là Fuku, là một viện sinh thuộc tổ một của viện cờ, có sở trường đánh cờ nhanh. Fuku là người "át vía" Waya. Dù thực lực của Waya cao hơn nhưng lại luôn thua khi đấu với Fuku. Tại vòng sơ loại của kì thi lên chuyên nghiệp, khi Hikaru đang bị áp lực và thua liên tiếp, trận đối mặt với đối thủ quen thuộc và có cùng sở trường chơi cờ nhanh là Fuku đã khiến Hikaru bình tĩnh và lấy lại được phong độ.

### Câu lạc bộ cờ vây trường Haze
- Fujisaki Akari: Akari là bạn từ nhỏ của Hikaru và dường như rất thích Hikaru. Cô từng không hiểu tại sao Hikaru đột ngột học cờ vây nhưng vì Hikaru học cờ nên cô cũng đi học cờ. Akari là một trong các thành viên đầu tiên của câu lạc bộ và là người làm hết sức mình để duy trì nó. Đây là một cô bé xinh xắn và khá dễ thương, tuy nhiên về sau vai trò của cô trong truyện trở nên khá mờ nhạt. Akari và Hikaru duy trì tình bạn trong suốt câu chuyện.
- Tsutsui Kimihiro: Tsutsui là sáng lập viên câu lạc bộ cờ vây trường trung học Haze, nơi Hikaru đang theo học. Tsutsui là một chàng trai khá nhút nhát và ban đầu không tự tin lắm về sức cờ của mình (thường xuyên đọc sách giải cờ khi đấu), dù vậy, Tsutsui thật sự rất thích cờ vây. Anh là một trong những người nhìn ra khả năng của Hikaru sớm nhất, nhờ quan sát sự tiến bộ nhanh lạ thường của cậu. Tsutsui là một trong nhưng người có ảnh hưởng lớn đến tình yêu cờ vây của Hikaru.
- Kaga Tetsuo: Kaga là chủ tướng câu lạc bộ cờ tướng trường Haze, nhưng lại cũng chơi giỏi cờ vây. Trước đây, Kaga được hướng cho học cờ vây. Anh từng đấu với Akira khi còn nhỏ và thắng vì Akira đã nhường. Vì chuyện này, Kaga tỏ ra rất ghét Akira vì "nó chẳng coi mình ra gì". Trong hội chợ trường Haze, Kaga đã dụi điếu thuốc lên bàn cờ vây, nói đó là "trò vớ vẩn", xúc phạm khả năng của Akira nên làm Hikaru rất tức giận. Vì Hikaru thua Kaga sau đó, nên đã phải theo lời Kaga khai gian 1 tuổi và tham gia thi đấu giải cờ trung học. Kaga là một người khá ngang tàng nhưng rất tốt bụng. Anh đã ủng hộ Hikaru làm viện sinh dù nếu vậy Hikaru sẽ không thể tham gia giải trung học nữa. Ở trường cậu là một học sinh quậy phá và có ảnh hưởng rất lớn đến các học sinh khác. Cả thành viên câu lạc bộ cờ tướng đều rất sợ Kaga ngay cả sau khi cậu đã ra trường.
- Mitani Yuki: Mitani là thành viên trong đội cờ vây trường Haze. Hikaru là người lôi kéo Mitani vào câu lạc bộ nên Mitani rất giận việc Hikaru trở thành viện sinh sẽ không thể tham gia giải cờ vây Trung học được nữa. Vì thế cậu cũng rời bỏ câu lạc bộ. Khi Hikaru bỏ đấu sau kì thi lên chuyên nghiệp Mitani đã mắng Hikaru là một kẻ hèn nhát và quay lại câu lạc bộ cờ. Sự quyết tâm của Mitani trong cờ vây tác động nhiều đến Hikaru. Chị gái Mitani là người cho Hikaru lên mạng miễn phí trong suốt thời gian Sai đấu cờ trên mạng.

### Đội tuyển Hàn Quốc
- Ko Yong Ha: 16 tuổi, là kì thủ trẻ hàng đầu Hàn Quốc, là chủ tướng đội Hàn Quốc tham dự giải Bắc Đẩu tinh. Vì sự cố phiên dịch, Hikaru hiểu nhầm Ko Yongha coi thường Bản nhân phường Shukasu nên quyết liệt muốn thi đấu với Ko. Trước sự dữ dội của Hikaru, Ko cố tình khiêu khích cậu khi phát biểu tại buổi khai mạc những lời xúc phạm đến Shukasu. Trong trận đấu với Nhật Bản, Hikaru đã để thua Ko chỉ với nửa mục và khiến Ko toát mồ lạnh trong suốt trận đấu.
- Hong Su Yong: quân lính của đội Hàn Quốc, từng đấu cờ với Hikaru khi cậu còn là viện sinh. Thời điểm ấy, Hon đang suy sụp bởi trượt kì thi lên chuyên nghiệp nên được bố mẹ gửi đến Nhật cho khuây khỏa. Trận đấu với Hikaru đã khiến Hon lấy lại tinh thần, quay về Hàn Quốc, quyết tâm rèn luyện để tái đấu với Hikaru với tư cách kì thủ chuyên nghiệp. Đó cũng là trận đấu thể hiện bước tiến lớn của Hikaru trong cờ vây.

## Đón nhận
Manga đã bán được hơn 22 triệu bản tại Nhật.. Nó cũng đã giành được giải thưởng Shogakukan Manga năm 2000 [20] và Giải thưởng văn hóa Tezuka Osamu năm 2003.

### Ảnh hưởng đến sự phổ biến cờ vây
Hikaru no Go đã làm tăng sự phổ biến của cờ vây tại Nhật Bản và nhiều nơi khác, đặc biệt ở trẻ em..
Kỳ thủ cờ vây chuyên nghiệp Umezawa Yukari tham gia vào vần cố vấn kỹ thuật cho manga khẳng định lại điều này thay mặt Nihon Ki-in. Cô thường có khoảng 1 phút ở mỗi cuối các tập phim để hướng dẫn chơi cờ vây cho trẻ em. Một trong những lý do khiến cô giúp cờ vây thịnh hành trong giới trẻ là vì cô được xem là "Kỳ thủ chuyên nghiệp có vẻ ngoài ưa nhìn nhất". Hikaru no Go đã góp phần làm tăng sự phổ biến và nhận thức của mọi người ở nhiều quốc gia mà tác phẩm được giới thiệu. Rất nhiều câu lạc bộ cờ vây đã được lập ra bởi những người hâm mộ tác phẩm.

## Truyền thông và thông tin phát hành
Các tập phim
Danh sách tập phim Hikaru no Go
Các tập truyện
Danh sách chương truyện Hikaru no Go
Âm nhạc
| Ca khúc mở đầu   | |              |          |
| #                | Tựa đề/Tựa dịch | Trình bày    | Tập phim |
| 1                | Get Over | dream        | 1-30     |
| 2                | I'll be the One | HΛL          | 31-60    |
| 3                | Fantasy | Nana Katase  | 61-75    |
| Ca khúc kết thúc | |              |          |
| #                | Tựa đề/Tựa dịch | Trình bày    | Tập phim |
| 1                | ボクらの冒険 (Bokura no Bouken) | Kids Alive   | 1-12     |
| 2                | ヒトミノチカラ (Hitomi no Chikara) | Arisa Mizuki | 13-30    |
| 3                | Sincerely 〜 ever dream 〜 | dream        | 31-46    |
| 4                | Days | shela        | 47-63    |
| 5                | Music Is My Thing | dream        | 64-74    |
| 6                | Get Over (Special Mix) phần đầu - phiên bản không lời của Sincerely (bản piano chính, bản cuối cùng do nhiều nhạc cụ phối hợp trình bày); phần 2 - Get Over | dream        | 75       |

Các trò chơi điện tử chuyển thể
- Hikaru no Go - Chỉ phát hành tại Nhật trên các hệ máy Game Boy Advance Go do Konami sản xuất
- Hikaru no Go 2 - Cho Game Boy Advance
- Hikaru no Go 3 - Cho Gamecube và Game Boy Advance
- Hikaru and Sai xuất hiện với vai trò các nhân vật hỗ trợ trong Jump Super Stars

## Các diễn viên lồng tiếng

### Lồng tiếng Nhật
- Hikaru Shindo - Tomoko Kawakami
- Fujiwara-no-Sai - Susumu Chiba
- Akira Toya - Sanae Kobayashi
- Akari Fujisaki - Yumi Kakazu
- Kimihiro Tsutsui - Makoto Tsumura
- Tetsuo Kaga - Kentarō Itō
- Yuki Mitani - Yuu Asakawa
- Yoshitaka Waya - Reiko Takagi
- Shinichiro Isumi - Kenichi Suzumura
- Seiji Ogata - Keiji Fujiwara
- Kosuke Ochi - Youko Matsuoka
- Mr. Shu - Aruno Tahara
- Hiroyuki Ashiwara - Katsuyuki Konishi
- Koji Saeki - Toshitaka Shimizu
- Shirakawa-sensei - Koji Yusa
- Kaoru Kishimoto - Takahiro Sakurai
- Kuwabara Honinbo - Rokurō Naya

### Lồng tiếng Anh
- Hikaru Shindo - Samuel Vincent
- Fujiwara-no-Sai - Brad Swaile
- Akira Toya - Scott Perrie
- Akari Fujisaki - Chantal Strand
- Toya Meijin - Paul Dobson
- Kimihiro Tsutsui - Keith Miller
- Tetsuo Kaga - Andrew Toth
- Yuki Mitani - Cathy Weseluck
- Seiji Ogata - Michael Adamthwaite
- Asumi Nase - Alexandra Carter
- Dake - Alec Willows
- Kaoru Kishimoto - Brent Miller
- Mr. Hirose - Brian Dobson
- Kakimoto Sensei - Don Brown
- Kuwabara Honinbo - French Tickner
- Itō - Kirby Morrow
- Kojima - Matt Smith
- Mr. Shu - Michael Dobson
- Tetsuo's Father - Peter New
- Yori Hidaka - Rebecca Shoichet
- Kumara - Reece Thompson
- Michio Shirakawa - Ted Cole
- Aoki - Tony Sampson
- Mr. Akota - Ward Perry
- Mr. Kawai - Dave Pettitt
- Harumi Ichikawa - Kelly Sheridan
- Yoshitaka Waya - Matthew Erickson
- Shinichiro Isumi - Kristian Ayre
- Fuku (Yuta Fukui) - Nathan Tipple
- Asumi Nase - Alexandra Carter
- Ryo Iijima - Michael Adamthwaite
- Toshiro Tsubaki - Michael Donovan
- Su-Young Hong - Erika Lo
- Shinoda - John Murphy[cần định hướng]
- Mitsuko Shindo (Hikaru's Mother) - Cathy Weseluck
- Hiroyuki Ashiwara (4Dan) - Chris Gound
- Yun Sensei - Brian Drummond
- Mr. Kawai - Dave Pettitt
- Soga - Colin Murdock
- Heihachi Shindo (Grandpa) - Scott McNeil
- Matsuura - Tony Sampson
- Fukawa - Don Brown
- Tsuchiya - Robert O. Smith
- Mrs. Fukawa - Pauline Newstone
- Shosuke Kurimoto - Richard Newman
- Kurimoto's Secretary - David Radford
- Ginguji - Fred Keating
- Domoto - Andrew Kavadas
- Eiji Komiya - Andrew Toth
- Akiko Toya - Astrid Varnes
- Kyohei Katagari - Don Brown
- Kakimito Sensei - Don Brown
- Amano - Michael Donovan
- Kosuke's Grandfather - Trevor Devall
- Toshiki Adachi - Trevor Devall